# Johnny Colt
Johnny Colt (Cherry Point, 1º maggio 1966) è un bassista statunitense di musica rock, noto per aver suonato nei Black Crowes e nei Lynyrd Skynyrd.

## Storia
Colt iniziò la propria carriera come primo bassista dei Black Crowes, con i quali rimase fino alla pubblicazione del quarto album Three Snakes and One Charm. Dopo aver lasciato il gruppo, fondò un proprio complesso chiamato Brand New Immortals insieme al chitarrista David Ryan Harris e al batterista Kenny Cresswell. Ha suonato nei Train, nei Rock Star Supernova di Tommy Lee e nei Lynyrd Skynyrd.
Oltre a suonare il basso, gestisce una società di noleggio di equipaggiamenti musicali e uno studio di registrazione, e partecipa a uno show radiofonico.

## Discografia
Con i Black Crowes
- Shake Your Money Maker
- The Southern Harmony and Musical Companion
- Amorica
- Three Snakes and One Charm

Con i Brand New Immortals
- Tragic Show

Con i Train
- Alive at Last
- For Me, It's You

Con i Lynyrd Skynyrd
- One more for the fans
- Pronounced Leh-Nerd Skin-Nerd & Second Helping - Live from the Florida Theater